# Humorgalan
Humorgalan är en insamlingsgala med mål att samla in Världsföräldrar till stöd för Unicefs arbete med att hjälpa barn runt om i världen som lever under svåra förhållanden. Galan direktsänds i TV4 sedan 2008. Programledare under denna period har David Hellenius och Kristin Kaspersen varit. Unicef började samarbeta med TV4 under 2003 och sände fram till 2007 istället Världens humorkväll. Mellan 2008 och 2011 har galan producerats av Baluba. Mellan 2012 och 2016 producerades galan av MeterTelevision. Sedan 2017 producerar Jarowskij galan som nu heter Världens viktigaste kväll.

## 2022
Världens viktigaste kväll sändes från Münchenbryggeriet den 25 april kl 20.00 i TV4. Programledare var Sarah Dawn Finer.

### Medverkande
- Musikartister: Peter Jöback, Cornelia Jakobs, Gustaf & Viktor Norén, Cherrie, och Sarah Dawn Finer.
- Komiker: Robert Gustafsson, Annika Andersson, Anders ”Ankan” Johansson, Anis Don Demina, Arantxa Alvarez.
- Reportageresenärer: Johan Rheborg, Rickard Söderberg, Julia Dufvenius och Martin Stenmarck.

## 2021
Världens viktigaste kväll sändes från Nacka strand mässan den 3 maj kl 20.00 i TV4. Programledare var Jenny Strömstedt och Daniel Norberg.

### Medverkande
- Musikartister: Miriam Bryant, Loreen, Victor Leksell, Tusse Chiza, The Mamas, Eric Gadd och Titiyo.
- Komiker: Anders Jansson, Petra Mede, Eva Röse, Suzanne Axell, Gustaf Hammarsten, Anders ”Ankan” Johansson, Louise Nordahl, Henrik Hjelt, Kodjo Akolor, Rachel Mohlin och Björn Hellberg.
- Reportageresenärer: Tareq Taylor, Janne Andersson, Loreen och Pär Lernström.

## 2020
Världens viktigaste kväll sändes från Cirkus i Stockholm den 4 maj kl 20.00 i TV4. Programledare var Jenny Strömstedt och Daniel Norberg. Bisittare var Maja Söderström.

### Medverkande
- Musikartister: Jill Johnson, Miriam Bryant, Carola, Måns Zelmerlöw, Mariette och Robin Stjernberg.
- Komiker: Marianne Mörck, Ewa Fröling, Marika Carlsson, Daniel Norberg samt Glenn Hysén.
- Reportageresenärer: Janne Andersson, Pär Lernström.

## 2019
Världens viktigaste kväll sändes från Cirkus i Stockholm den 1 maj kl 20.00 i TV4. Programledare var Jenny Strömstedt och Daniel Norberg. Bisittare var Maja Söderström.

### Medverkande
- Musikartister: Laleh, Peter Jöback, Loreen, Måns Zelmerlöw.
- Komiker: Sissela Kyle, Lotta Tejle, Daniel Norberg, Louise Nordahl, Shanthi Rydwall Menon, Christian Åkesson samt Kalle Moraeus.
- Reportageresenärer: Kristin Kaspersen, Loreen, Måns Zelmerlöw, Lars Lerin.

## 2018
Galan bytte namn till Världens viktigaste kväll - och roligaste och sändes från Hovstallarna i Stockholm den 1 maj kl 20.00 i TV4. Programledare var Renée Nyberg och David Hellenius.

### Medverkande
- Musikartister: Tomas Andersson Wij, Uno Svenningsson, Mia Skäringer Lazar, Oscar Zia, Darin, Molly Sandén.
- Komiker: Rachel Mohlin, Christine Meltzer och Anna Blomberg.
- Reportageresenärer: David Hellenius, Kjell Bergqvist, Agneta Sjödin och Martin Stenmarck.

## 2017
Humorgalan bytte namn till Världens kväll - för alla barn och sändes från Hovstallarna i Stockholm torsdag 1 maj kl 20:00 i TV4.  Programledare Renée Nyberg och David Hellenius.

### Medverkande
- Musikartister: Loreen med Ebbot Lundberg, Helen Sjöholm med Peter Jöback, Lisa Nilsson med Nano, Linnea Henriksson med Per Gessle, Mauro Scocco med Plura.

## 2016
Humorgalan - för varenda unge sändes från Berns i Stockholm torsdag 1 maj kl 20:00 i TV4.  Programledare Renée Nyberg och Morgan Alling.

### Medverkande
- Musikartister: Eva Dahlgren, Molly Sandén, Laleh, Miriam Bryant, Frans.

## 2015
Humorgalan - för varenda unge sändes från Berns i Stockholm torsdag 1 maj kl 20:00 i TV4.  Programledare Jenny Strömstedt, Peter Magnusson och Eva Röse. 

### Medverkande
- Musikartister: Loreen, Helen Sjöholm med Peter Jöback, Seinabo Sey, Carola, Måns Zelmerlöw.

## 2014
Humorgalan - för varenda unge sändes från Berns i Stockholmtorsdag 1 maj kl 20:00 i TV4.  Programledare David Hellenius, Eva Röse och Anja Pärson.

### Medverkande
- Musikartister: First Aid Kit, Nina Persson, Eric Saade och Kim Cesarion.
- Komiker: Robert Gustafsson och Anna Blomberg.
- Reportageresenärer: Anja Pärson, Charlotte Perrelli, Eric Saade mfl.

## 2013
Humorgalan - för varenda unge sändes från Berns i Stockholm onsdag 1 maj kl 20:00 i TV4.  Programledare David Hellenius, Eva Röse och Mark Levengood. Årets insamling bidrog till 31 952 st Världsföräldrar.

### Medverkande
- Musikartister: Carola Häggkvist, Gyllene Tider, Zara Larsson och Yohio.

## 2012
Humorgalan - för varenda unge sändes från Berns i Stockholm tisdag 1 maj kl 20:00 i TV4. Programledare David Hellenius, Eva Röse, Liza Marklund och Mark Levengood. Årets insamling bidrog till 30 763 st Världsföräldrar.

### Medverkande
- Musikartister: The Soundtrack Of Our Lives, Loreen, Sanna Nielsen mfl.

## 2011
Humorgalan - för varenda unge sändes från Cirkus, Stockholm 1 maj i TV4 kl 20.00 - 22.00. Vid galans slut hade Unicef samlat in cirka 16 600 världsföräldrar.

### Medverkande
- Musikartister: Tommy Körberg, Pernilla Andersson, Ison & Fille med Simone Moreno, Aleks och Jennifer Brown, samt även Stephen Simmonds, Divine och Linda Lampenius,
- Komiker: Robert Gustafsson och Christine Meltzer, Peter Magnusson, Ola Forssmed, Morgan Alling.
- Reportageresenärer: David Hellenius, Tina Thörner, Charlotte Arndt, Peter Flygare.

## 2010
Humorgalan - för varenda unge sändes från Berns, Stockholm i TV4 2 maj kl 20.00 - 22.00. Vid galans slut hade Unicef samlat in cirka 30 600 världsföräldrar vilket blev nytt rekordresultat för Unicef sedan starten av tv-kampanjsamarbetet med TV4 år 2003.

### Medverkande
- Musikartister: Rebecka Törnqvist och Sara Isaksson, Elin Sigvardsson och Stephen Simmonds, Rock-Olga med Peter Johansson, Ulrik Munther och Huddinge Pensionärskör.
- Komiker: Pia Johansson och Carina Lidbom.
- Reportageresenärer: Mikael Persbrandt och Jim Andréasson.

## 2009
Humorgalan sändes från Cirkus i TV4 1 maj kl 20.00 - 22.00. Vid galans slut hade Unicef samlat in cirka 28 500 värlsföräldrar, vilket är ett rekordresultat för Unicef sedan starten av tv-kampanjsamarbetet med TV4 år 2003.

### Medverkande
- Musikartister: Markoolio & Tobbe Blom, Rennie Mirro & Karl Dyall, Andreas Lundstedt med Tess Merkel och Lina Hedlund, Shirley Clamp med Hanna Hedlund och Tommy Nilsson och Mats Öberg. Samt Måns Zelmerlöw tillsammans med Sollentuna barnkör.
- Komiker: Robert Gustafsson, Peter Magnusson, Christine Meltzer, Åkes Flickor och Tony Irving.
- Reportageresenärer: Mikael Persbrandt, Amelia Adamo, Andreas Lundstedt, Ulrika Ljungdahl och Sara Heiling.

## 2008
Humorgalan sändes från Cirkus i TV4 1 maj kl 20.00 - 22.00. Vid galans slut hade Unicef samlat in cirka 26 000 världsföräldrar.

### Medverkande
- Musikartister: Moneybrother och Lill Lindfors, Salem Al Fakir, Immanuel Gospel och Kulturama-kören.
- Komiker: Morgan Alling och Peter Magnusson mfl.
- Reportageresenärer: Mikael Persbrandt, Amelia Adamo och Moneybrother.